# Kaiser-Wilhelm-Nationaldenkmal

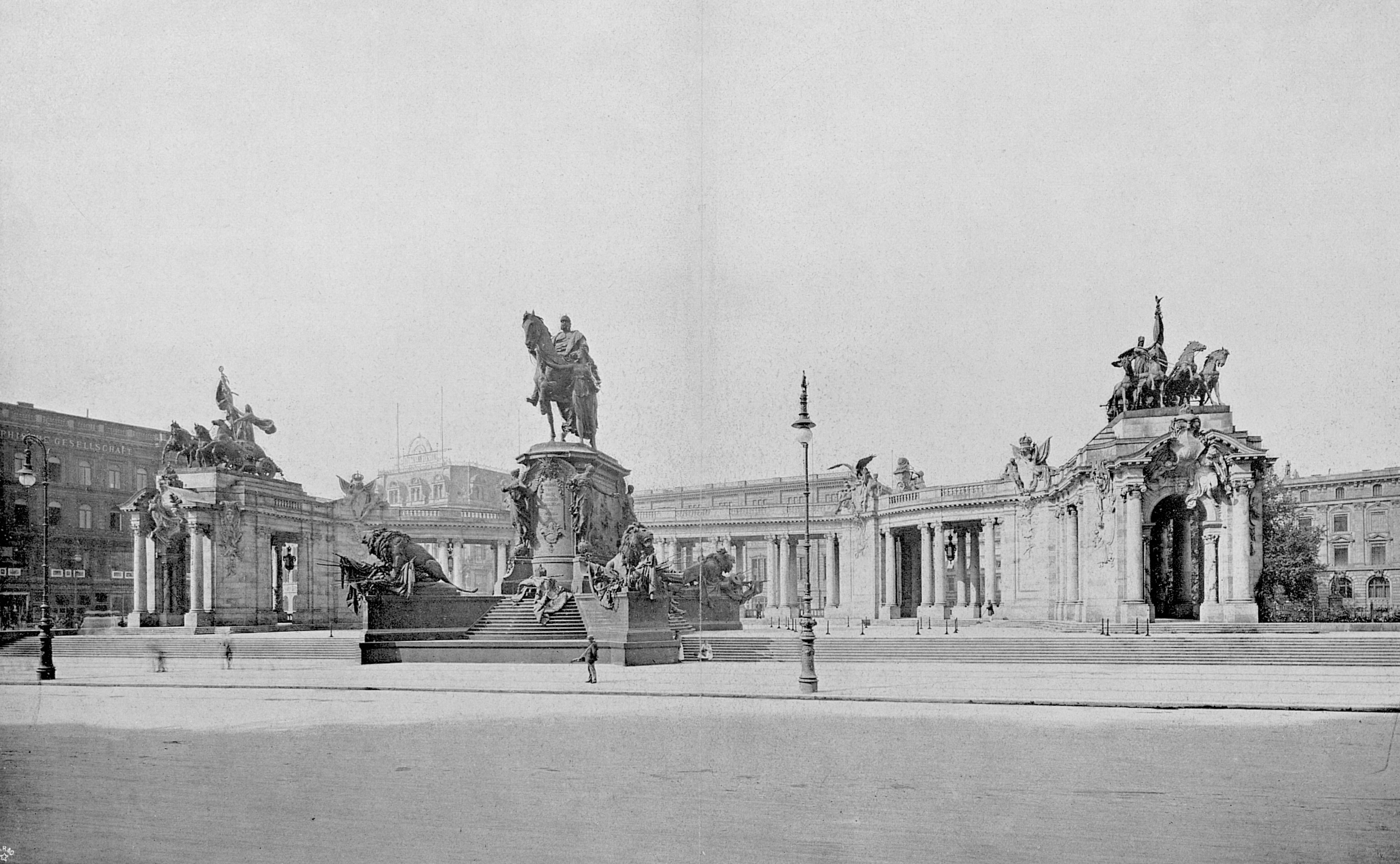
Kaiser-Wilhelm-Nationaldenkmal an der Schloßfreiheit, um 1900

Das Kaiser-Wilhelm-Nationaldenkmal an der Berliner Schloßfreiheit erinnerte an den deutschen Kaiser Wilhelm I. Errichtet in den Jahren 1895–1897 von Reinhold Begas und Gustav Halmhuber im Stil des Neobarock, gehörte es zu den Hauptwerken der Berliner Bildhauerschule. Im Jahr 1950 wurde das Denkmal auf Anordnung der SED-Führung abgerissen. Erhalten blieben fünf Figuren, die heute im Tierpark und im Märkischen Museum aufgestellt sind, sowie der Sockel, auf dem das Freiheits- und Einheitsdenkmal entstehen soll.

## Geschichte

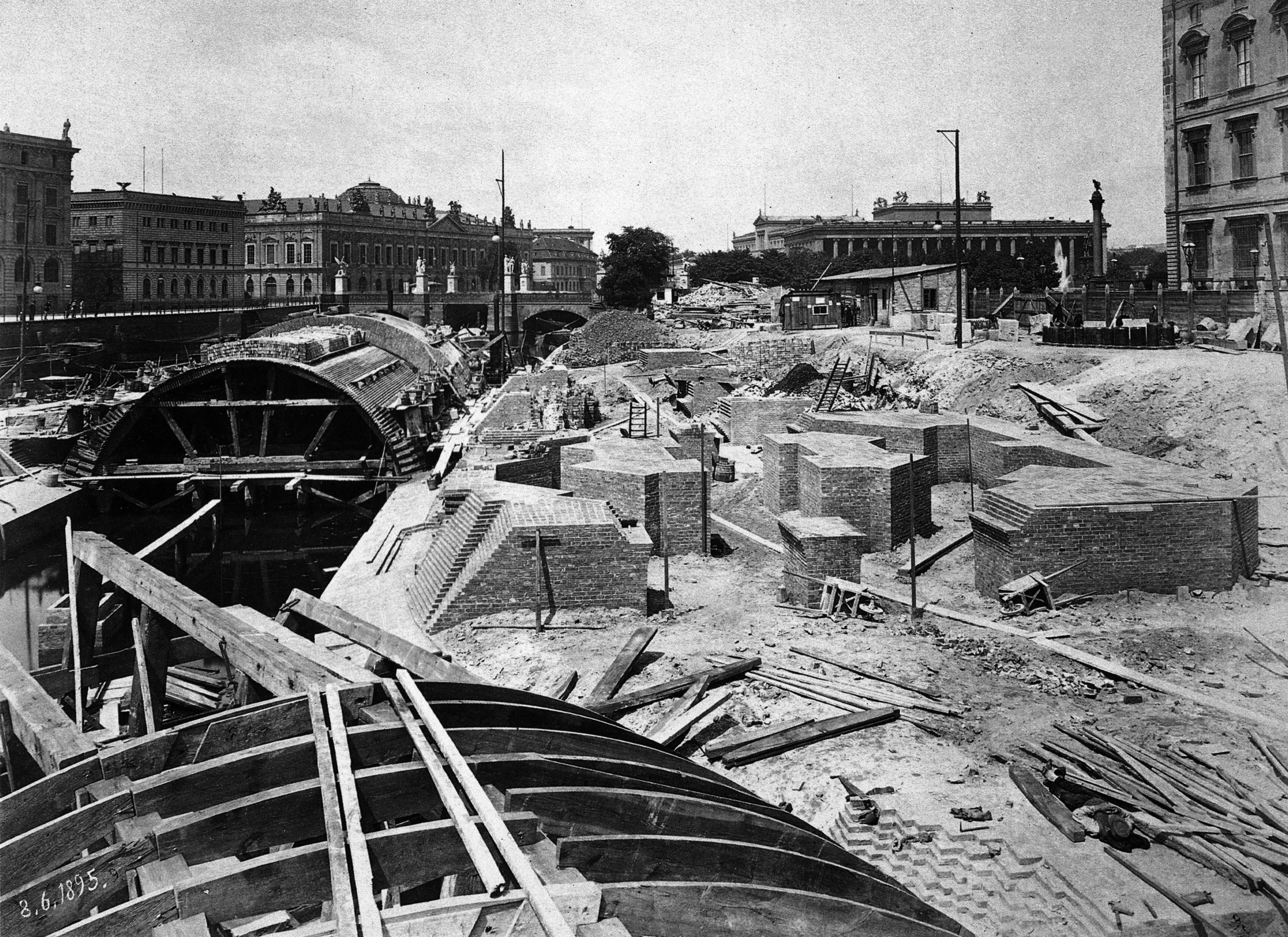
Bau des Nationaldenkmals, 1895

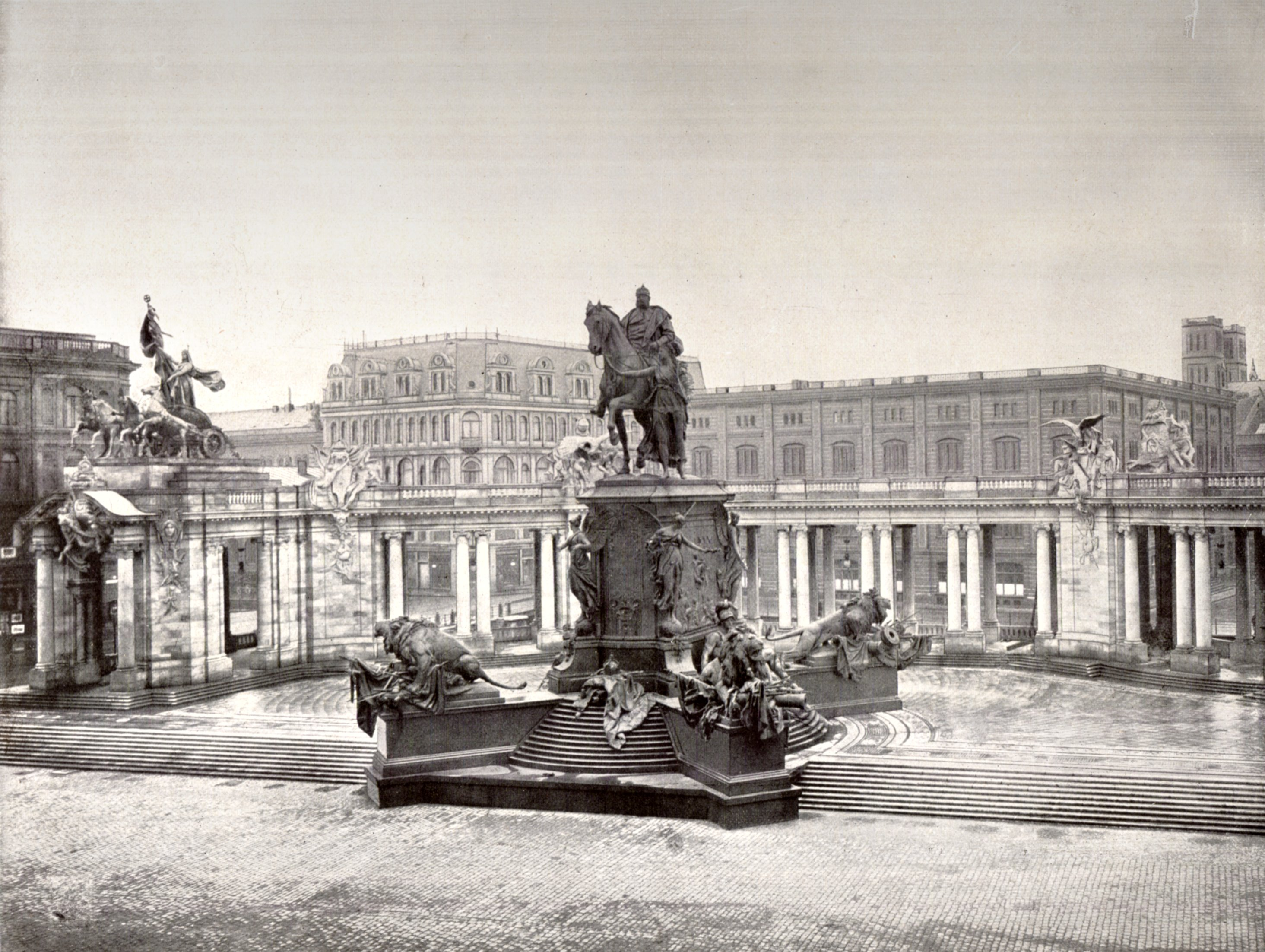
Frontansicht des Nationaldenkmals, um 1900

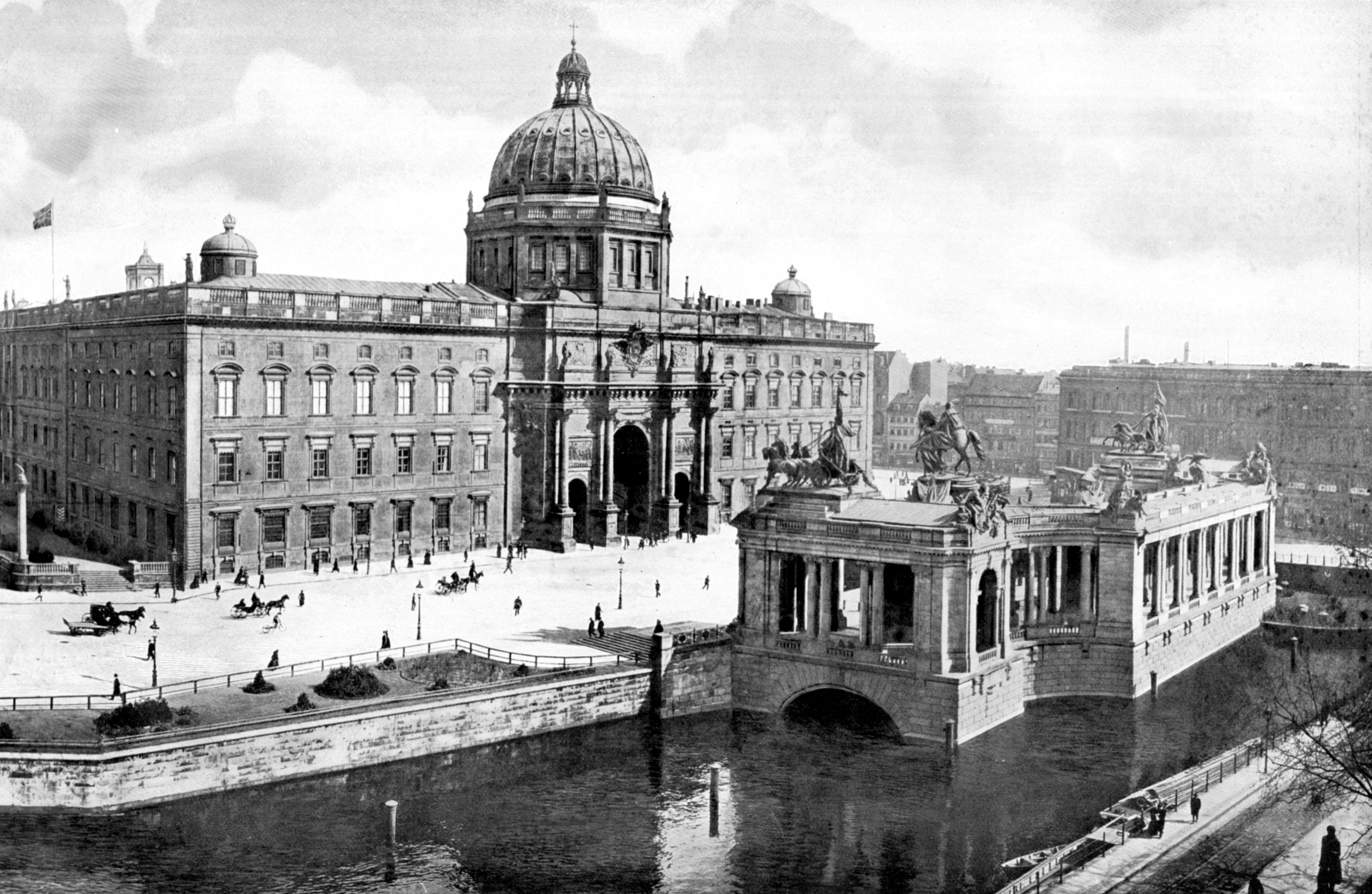
Rückansicht des Nationaldenkmals und das Berliner Schloss, um 1900

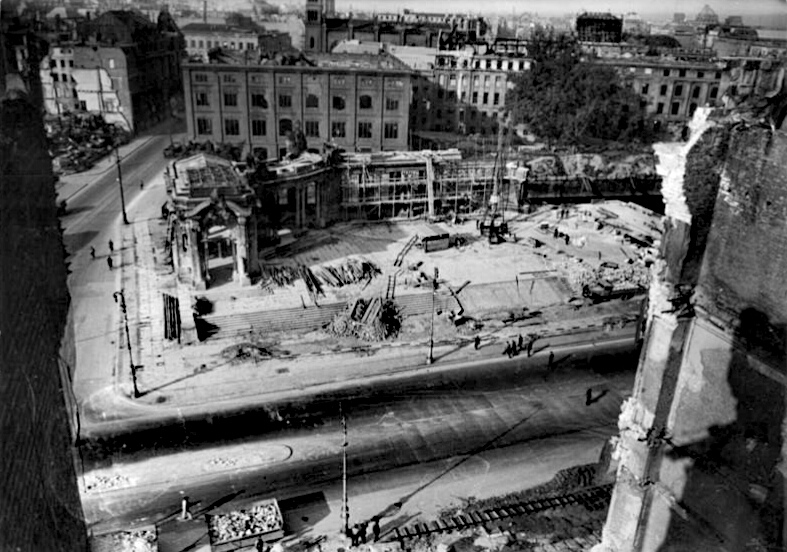
Abriss des Nationaldenkmals, 1950

Nach dem Tod Wilhelms I. im Dreikaiserjahr 1888 wurde 1889 auf Beschluss des Reichstags ein offener Wettbewerb für die Errichtung eines zentralen Nationaldenkmals zu seinen Ehren auf einem zunächst nicht genauer festgelegten Platz in der Berliner Mitte ausgeschrieben. Als Preisgeld hatten die Reichstagsabgeordneten 100.000 M bereitgestellt.
Die erste Konkurrenz, in der der Architekt Bruno Schmitz mit dem Entwurf eines Kaiserforums reüssierte, brachte nicht den gewünschten Erfolg. So erfolgte 1891 eine zweite, beschränkte Ausschreibung an acht ausgewählte Künstler. Als Denkmalstandort wurde die Westseite der Schloßfreiheit am Ufer des Spreekanals gegenüber dem Eosanderportal des Berliner Schlosses festgelegt.
Als bekannt wurde, dass – vermutlich aufgrund einer Intervention von Kaiser Wilhelm II. – neben diesen acht Künstlern zusätzlich noch Reinhold Begas und der vor allem in München tätige Wilhelm von Rümann beteiligt werden sollten, zog sich die Hälfte der Künstler vom Wettbewerb zurück. Die so entstandenen Entwürfe, im Maßstab 1:5 als Modelle gefertigt, wurden im Lichthof des Zeughauses öffentlich ausgestellt. Wie zu erwarten, errang der vom Kaiser hochgeschätzte Begas den ersten Preis und führte das Denkmal mit seinen Schülern und von ihm protegierten jungen Bildhauern aus. Den architektonischen Teil der Anlage entwarf der Architekt Gustav Halmhuber, der sich mit seinem in Zusammenarbeit mit Begas entstandenen Konkurrenzentwurf gegen den Hofbaurat Ernst von Ihne durchsetzte. Die Form und Dimension der einrahmenden Kolonnaden am Spreekanal wurden von Halmhuber dem Eosanderportal angepasst. Im Juni 1894 begannen die Bauarbeiten mit dem Abbruch der Häuserzeile der Schloßfreiheit und mit der Überwölbung des Mühlengrabens.
Am 18. August 1895, dem 25. Jahrestag der Schlacht bei Gravelotte, wurde der Grundstein gelegt und im Rahmen der zehntägigen Hundertjahrfeier Kaiser Wilhelms I. (sogenannte Centenarfeier) wurde das Denkmal am 22. März 1897 in Anwesenheit zahlreicher Ehrengäste enthüllt. Die Baukosten von vier Millionen Mark stellten eine erhebliche Summe dar, verglichen etwa mit dem einige Jahre später errichteten Berliner Stadthaus mit Baukosten von sieben Millionen Mark. Zur Zeit der Jahrhundertwende begannen auch andere europäische Monarchien mit dem Bau großer Nationaldenkmäler. Beispiele sind das Maria-Theresia-Denkmal in Wien, das Viktor-Emanuel-Denkmal in Rom oder das Victoria-Denkmal in London.
Die Kämpfe der Novemberrevolution 1918 führten zu leichten Beschädigungen am Nationaldenkmal. Bei der anschließenden Debatte entschied man sich mehrheitlich für eine Reparatur. In der Zeit des Nationalsozialismus gab es Pläne, die Denkmalanlage für einen Reichsbankneubau abzureißen. Den Zweiten Weltkrieg überstand das Monument weitgehend unversehrt. Im Winter 1949/50 jedoch ließ die SED das Denkmal bis auf den Sockel abtragen. Der Abriss war rein politisch motiviert, wie es auch kurze Zeit später beim Berliner Schloss der Fall war. Der Denkmalsockel an der Schloßfreiheit steht unter Denkmalschutz. Der Boden des Denkmalsockels war teilweise mit Mosaiken verziert, die unter einer Asphaltschicht vor Witterungseinflüssen geschützt wurden. Das Mosaik wurde in den Jahren 2014 bis 2017 freigelegt, abgebaut und eingelagert. Es soll nach einer Entscheidung des Bundesamtes für Bauwesen und Raumordnung sowie der damaligen Kulturstaatsministerin Monika Grütters (CDU) nicht auf seinen alten Platz zurückkehren. Nach der Wende stellten Künstler in den unterirdischen Gewölben des Sockels ihre Lichtkunstwerke aus, die in unregelmäßigen Abständen auf eigene Gefahr über die steile Leiter eines Revisionsschachts besichtigt werden konnten.
Vom eigentlichen Denkmal existieren noch alle vier Löwen des Sockels, die ihrer Trophäen entledigt als Zweiergruppen vor das Raubtierhaus im Tierpark Berlin versetzt wurden. Weiterhin existiert noch einer der Adler von August Gaul, der im Besitz des Märkischen Museums ist und dort seit 2013 im Innenhof ausgestellt wird. Zudem sind der untere Teil des rechten Pferdebeines, eine Schnecke sowie Eichenblätter erhalten und im Archäologischen Besucherzentrum PETRI Berlin zu besichtigen. Die übrigen plastischen und architektonischen Teile des Denkmals wurden vernichtet. Bereits 1897 modellierte der an den Denkmalarbeiten beteiligte Bildhauer Carl Hans Bernewitz eine verkleinerte Replik des Kaiser-Wilhelm-Nationaldenkmals. Ein galvanisch in Kupfer hergestelltes Exemplar befindet sich im Inventar der Staatlichen Kunsthalle Karlsruhe, Bronzegüsse der Kunstgießerei Gladenbeck besitzen die Berlinische Galerie und die Stiftung Preußische Schlösser und Gärten Berlin-Brandenburg.
Auf dem Sockel des Kaiser-Wilhelm-Nationaldenkmals soll nach Beschlüssen des Bundestags das vom Büro Milla & Partner geplante Freiheits- und Einheitsdenkmal in Form einer begehbaren Schale entstehen, was bezüglich des Standorts, Entwurfs, Denkmal- und Naturschutzes umstritten ist. Der Kunsthistoriker Peter Stephan schlug alternativ vor, die ursprünglichen Kolonnaden des Architekten Gustav Halmhuber als bauliches Bindeglied zwischen Schloss und Museumsinsel zu rekonstruieren, was laut einer Umfrage von Infratest dimap auch 43 % der Deutschen und 58 % der Berliner befürworten.

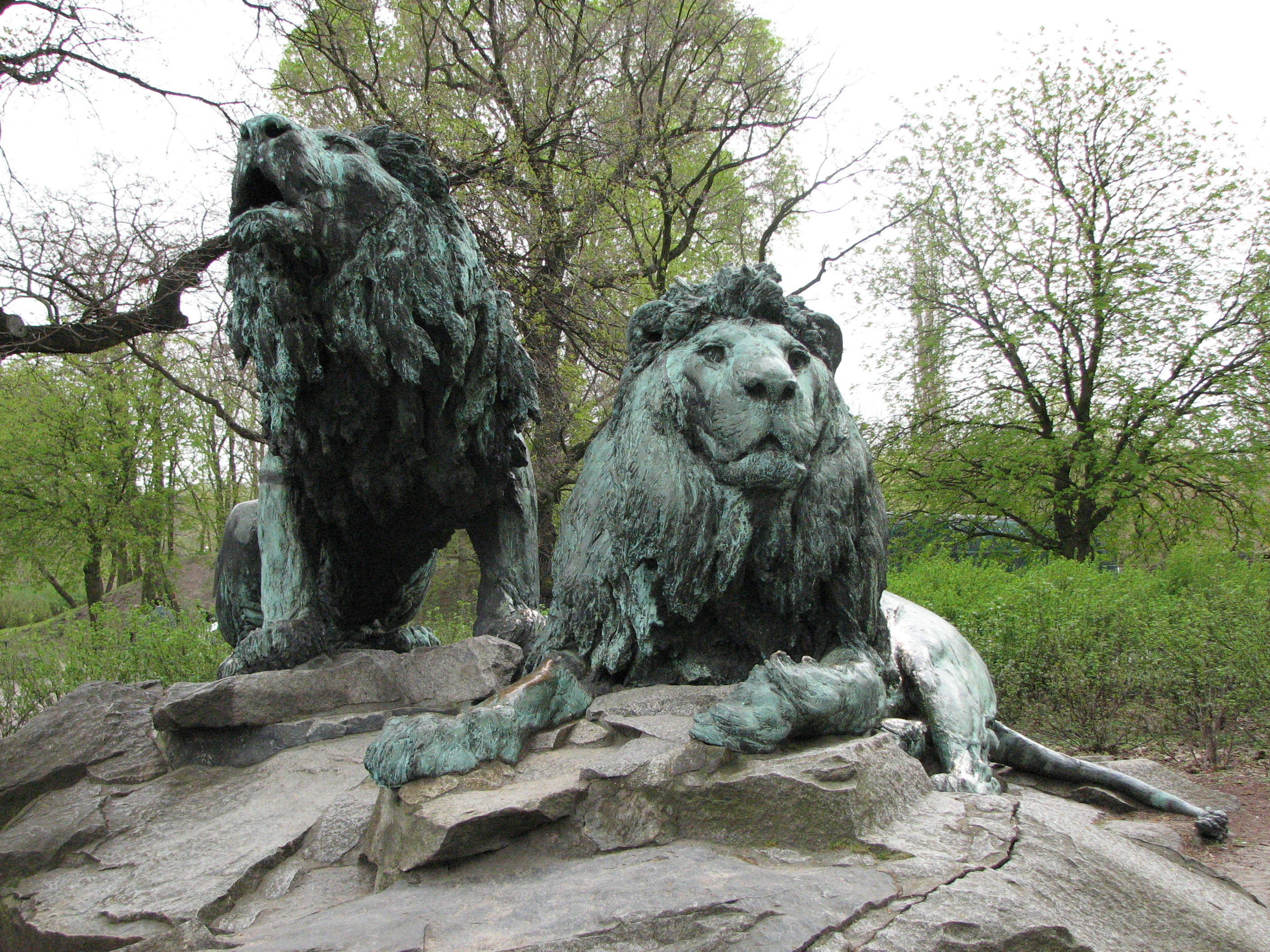
Bronzelöwen I und II im Tierpark
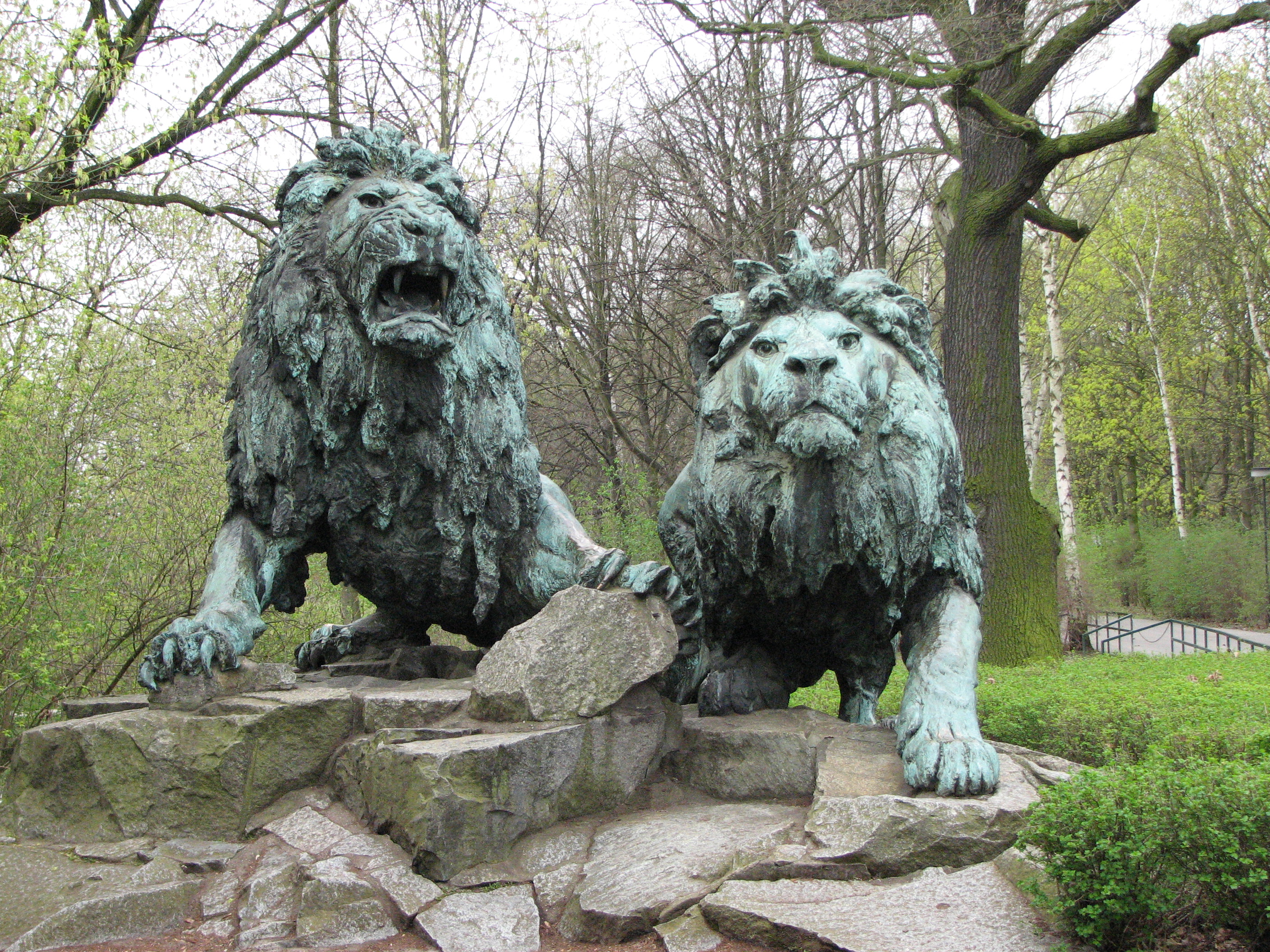
Bronzelöwen III und IV im Tierpark
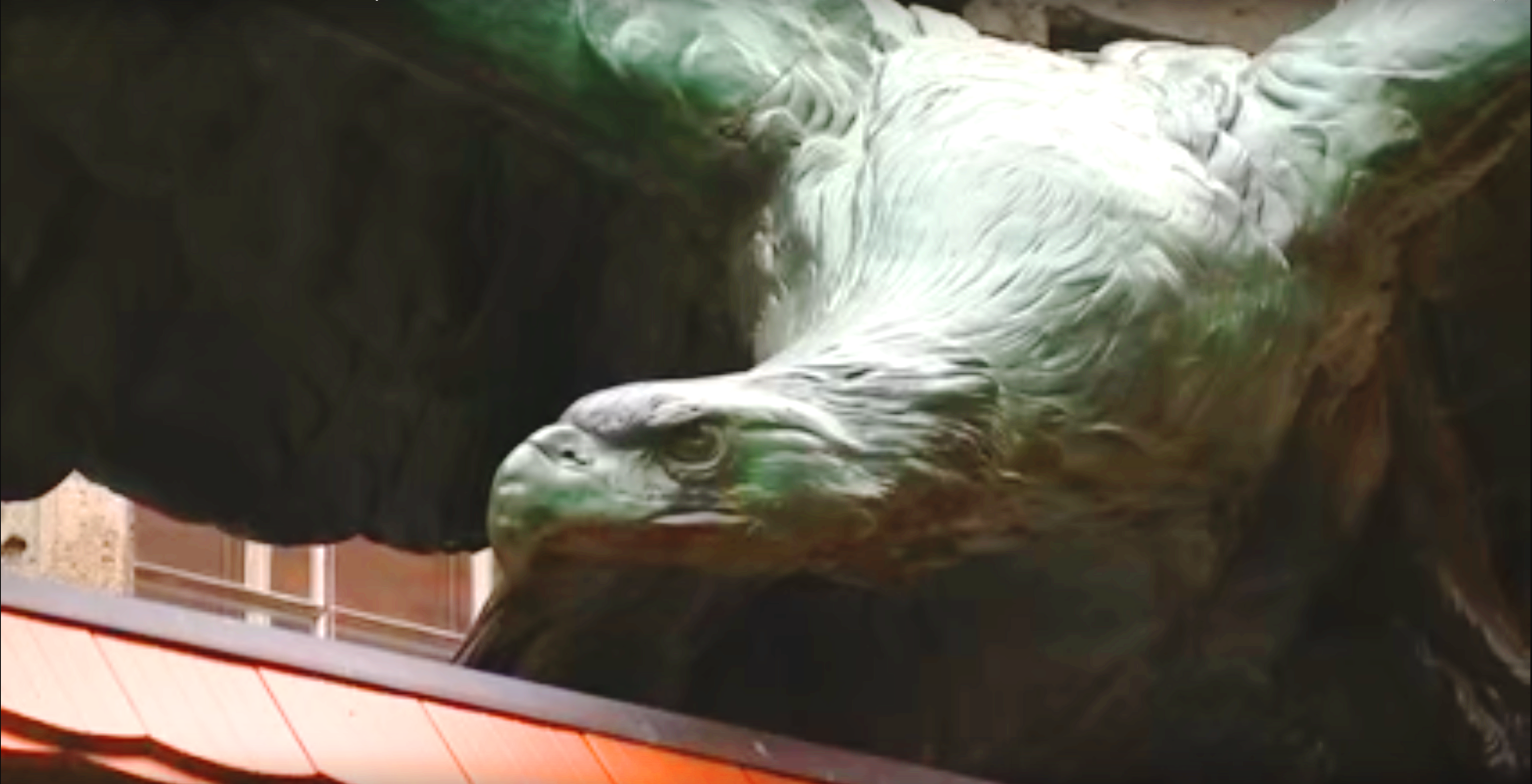
Bronzeadler im Märkischen Museum
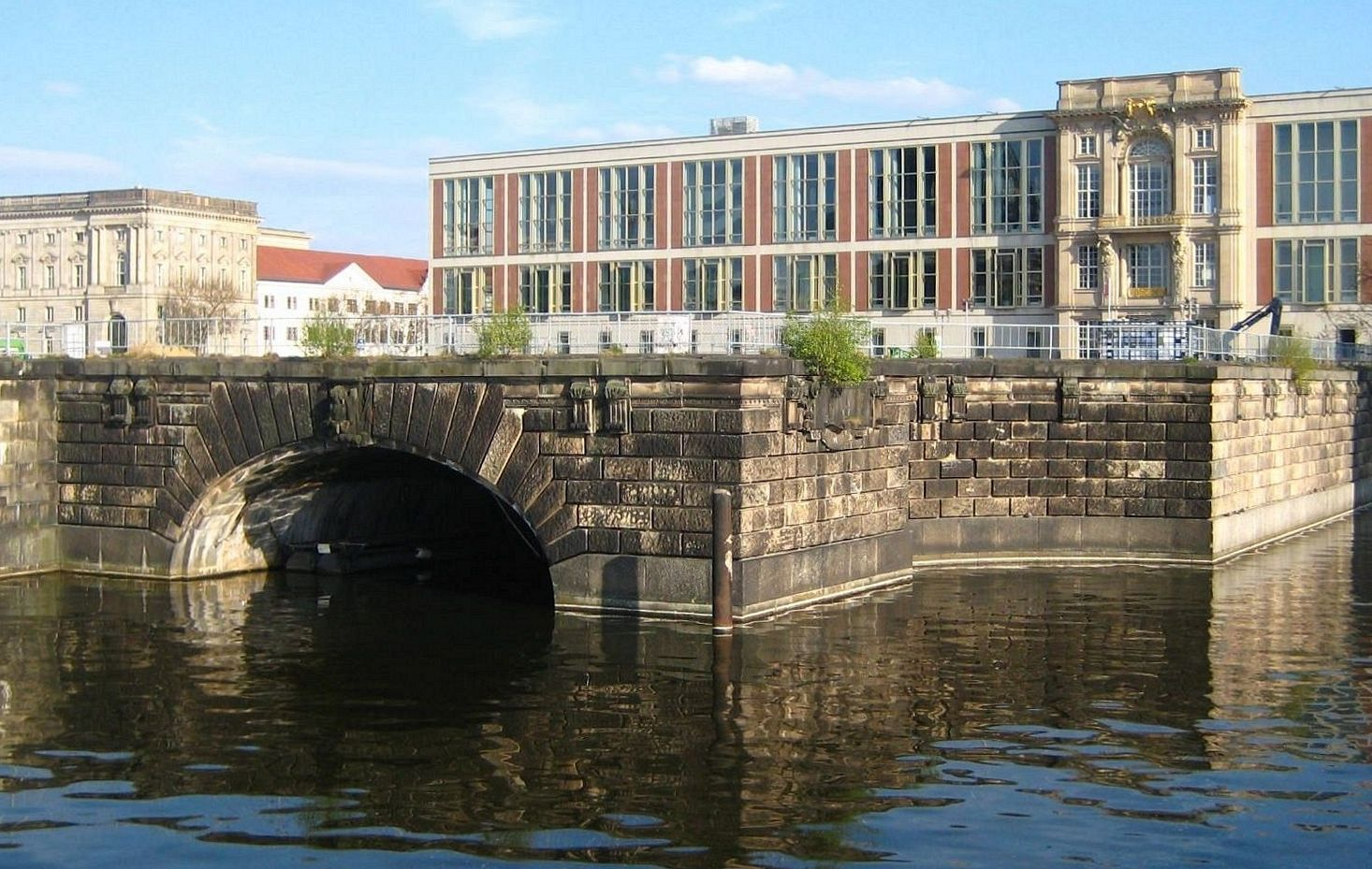
Denkmalsockel am Spreekanal

## Beschreibung

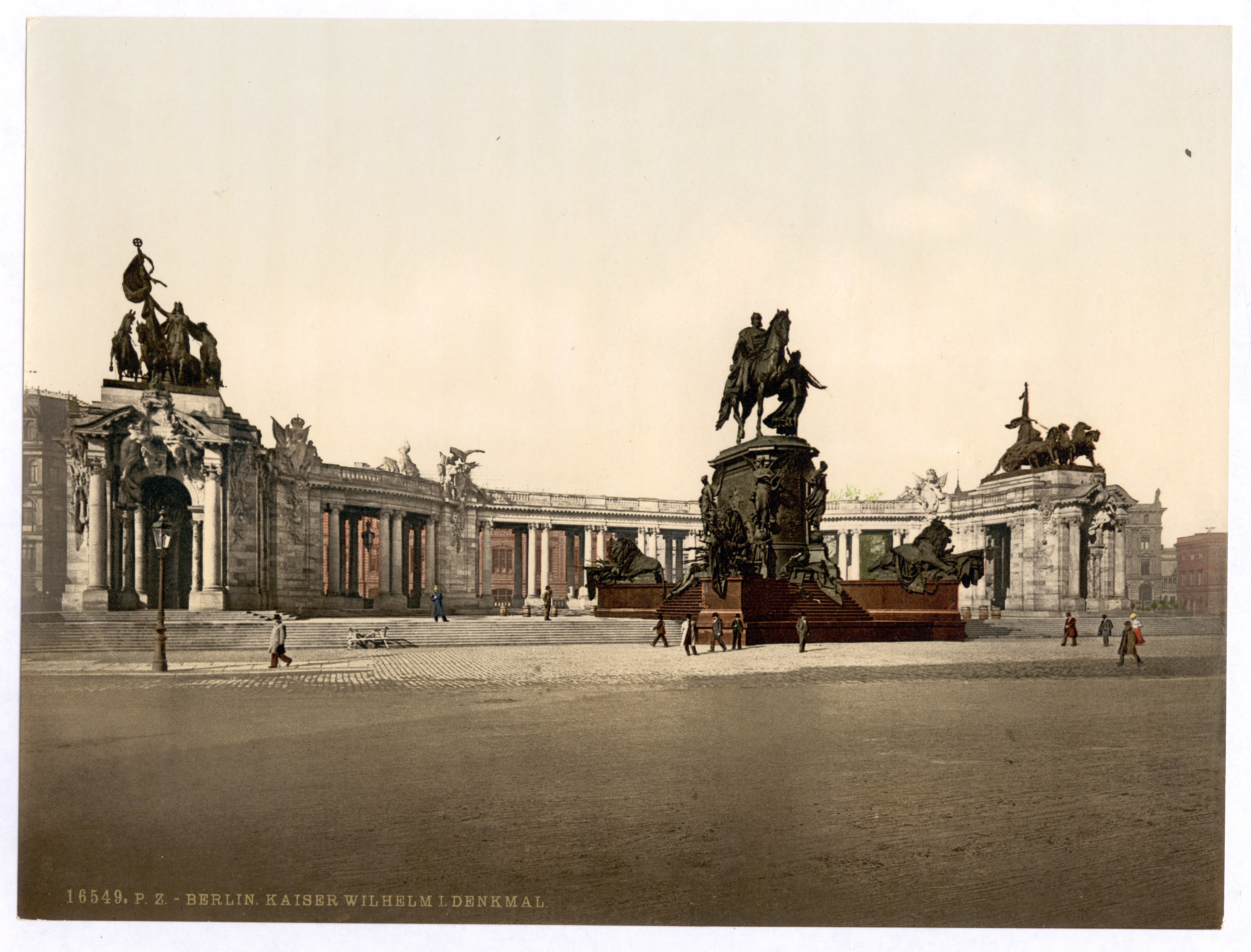
Gesamtansicht des Nationaldenkmals, um 1900

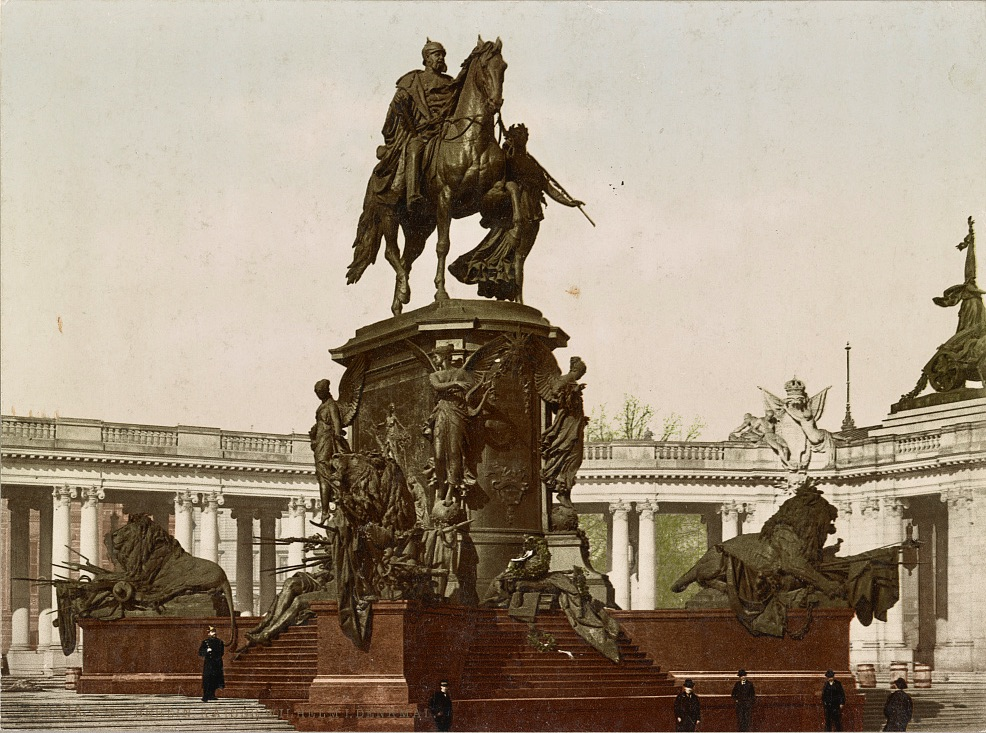
Detailansicht des Reiterstandbilds, um 1900

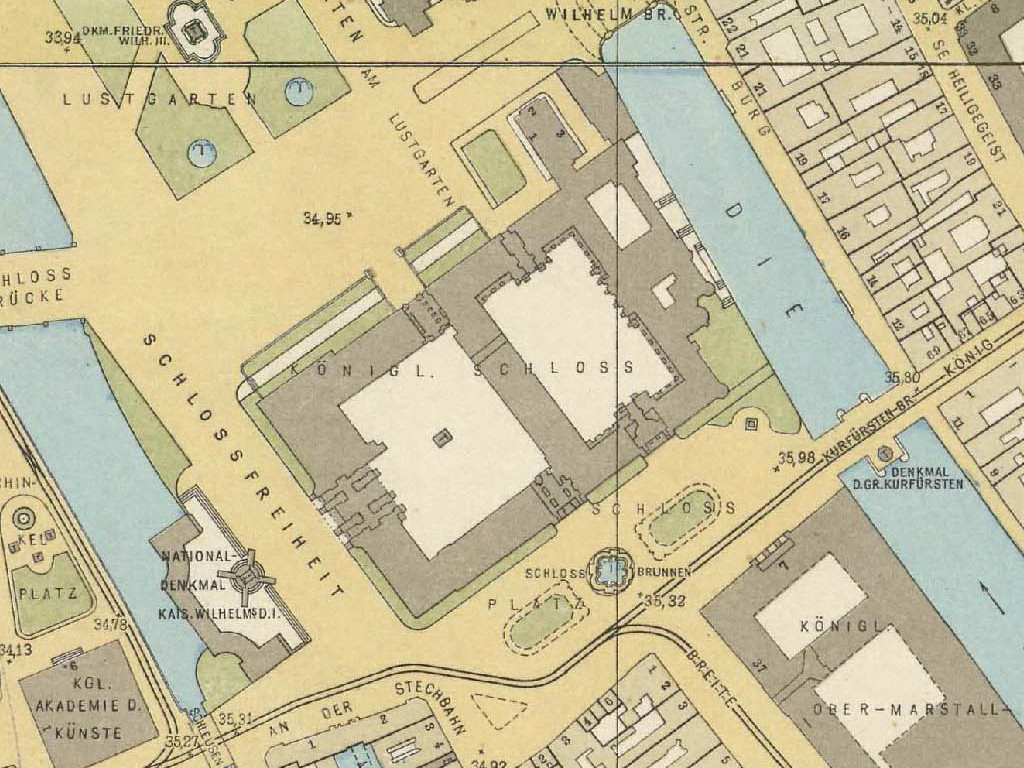
Denkmal (links) und Umgebung auf dem Straubeplan, 1910

Die gesamte Denkmalanlage erhob sich auf einem breiten in die Spree hineinragenden Sockelbau. Dieser „erhöhte Festplatz rings um den Reiter“ war über neun Stufen vom Bürgersteig zu erreichen und war „geeignet für nationale Feste aller Art“. Unter dem Sockelbau verlief der Mühlengraben, der an der Nordseite in den Spreekanal ausmündete.
Das Zentrum des 21 Meter hohen Monuments bildete das 9 Meter hohe Reiterstandbild des Kaisers, zur Linken begleitet von einer weiblichen Allegorie des Friedens. Die Ausrichtung des Reiterdenkmals in der Achse des Eosanderportals (Portal III), des Hauptportals des Berliner Schlosses, entsprach der Tradition der bisher um das Schloss errichteten Reiterdenkmäler. Das Reiterstandbild des Großen Kurfürsten auf der Langen Brücke war auf das Portal I ausgerichtet, das Reiterstandbild Friedrich Wilhelms III. im Lustgarten auf Portal IV, das Reiterstandbild Friedrich Wilhelms IV. an der Nationalgalerie auf Portal V und das Reiterstandbild Friedrichs des Großen Unter den Linden ebenfalls auf Portal V. An den Ecken des Piedestals der Reiterstatue schwebten vier geflügelte Siegesgöttinnen auf Kugeln. Auf den umlaufenden Sitzstufen befanden sich zur linken und rechten Seite des Reiterstandbildes jeweils eine monumentale sitzende Allegorie. Nördlich saß der sich auf einem Schwert abstützende Kriegsgott Mars, der mit einer prunkvollen römischen Rüstung ausgestattet war. Auf der südlichen Seite saß als programmatische Gegenüberstellung eine Allegorie des Friedens, die sich gelassen nach hinten lehnte. Beide Figuren wurden von Eugen Boermel geschaffen. Auf der vorderen Seite der Sitztreppe lag die Kaiserkrone und rückseitig die Ritterrüstung von Siegfried aus der Nibelungensage, auf dessen Helm ein kleiner Drache thronte.
Auf den vier aus dem Denkmalsockel hervorspringenden Postamenten ruhten vier Löwen, die aus erbeuteten Fahnen und Kanonen bestehende Trophäen bewachten. Die Sitzstufen und Postamente waren aus poliertem rotem Wirbogranit aus Schweden gefertigt.
Die Längsseiten des Sockels waren, entsprechend den oben genannten Allegorien, nördlich mit einem Relief des Krieges und südlich mit einem des Friedens verziert. Auf den mit Tafeln versehenen Schmalseiten des Sockels standen vorn bzw. hinten folgende Inschriften:
WILHELM DER GROSSE, DEUTSCHER KAISER, KOENIG VON PREUSSEN, 1861–1888.

IN DANKBARKEIT UND TREUER LIEBE DAS DEUTSCHE VOLK.
Das Reiterstandbild wurde auf den drei dem Schloss abgewandten Seiten von einer durch gekoppelte ionische Säulen gebildeten Sandsteinhalle eingefasst, die an den Enden durch zwei Eckpavillons abgeschlossen wurde. Um „das terrassenförmige Ansteigen des Platzes“ hervorzuheben, wurde die Halle nochmals um vier Stufen erhöht. Die offene und leichte Bauweise der Halle, nur die Kopfbauten waren kräftiger ausgebildet, ermöglichte von allen Seiten eine gute Sicht auf das Reiterstandbild und die Schlossfassade. Den Boden der Halle bedeckte ein prächtiger Mosaikfußboden, „der in seiner farbigen Wirkung zur einfachen, aber edlen Sandsteinfarbe der Architektur und der Sculpturen in Gegensatz tritt“. In dem Mosaik waren die Namen der Bundesstaaten des Reiches und die Insignien des Kaisers dargestellt. In den Zwickelbereichen des Mosaiks befanden sich bildliche Darstellungen des Heiligen Georgs als Drachentöter und zweier Wasserwesen, welche die Kaiserkrone emporhoben.
Auf dem Gesims der Vorderseite der Halle verkörperten vier Figurengruppen aus Sandstein die Königreiche Preußen (von Peter Christian Breuer), Bayern (von August Gaul), Sachsen (von August Kraus) und Württemberg (von Peter Christian Breuer). Über den Figurengruppen Sachsens und Bayerns erhob sich jeweils ein monumentaler Bronzeadler, von denen einer heute noch erhalten ist. Die vier Gruppen auf der Rückseite gegen die Spree stellten die Allegorien Handel und Schifffahrt (von Ludwig Cauer), Kunst (von Hermann Hidding), Wissenschaft (von Karl Begas) und Landwirtschaft und Gewerbe (von Ludwig Cauer) dar. Die Eckpavillons wurden von jeweils einer bronzenen Quadriga bekrönt. Das südliche Viergespann wurde von der Personifikation der Bavaria (ein Werk von Carl Hans Bernewitz) gelenkt, während das sich auf dem nördlichen Eckpavillon befindliche Pendant, von der Borussia (ein Werk von Johannes Götz) gesteuert wurde. Während sie mit der einen Hand die Zügel hielten, streckte der andere Arm eine Aquila empor.

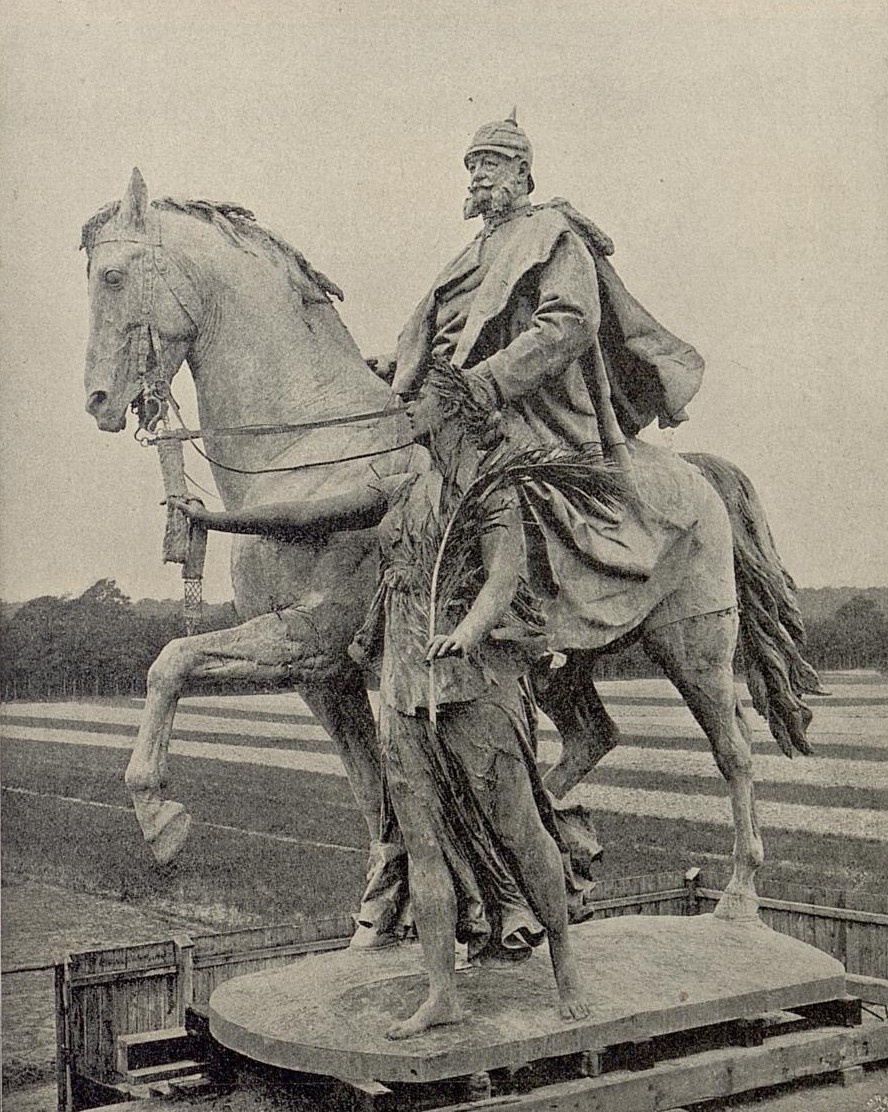
Schrägansicht des Reiterstandbilds
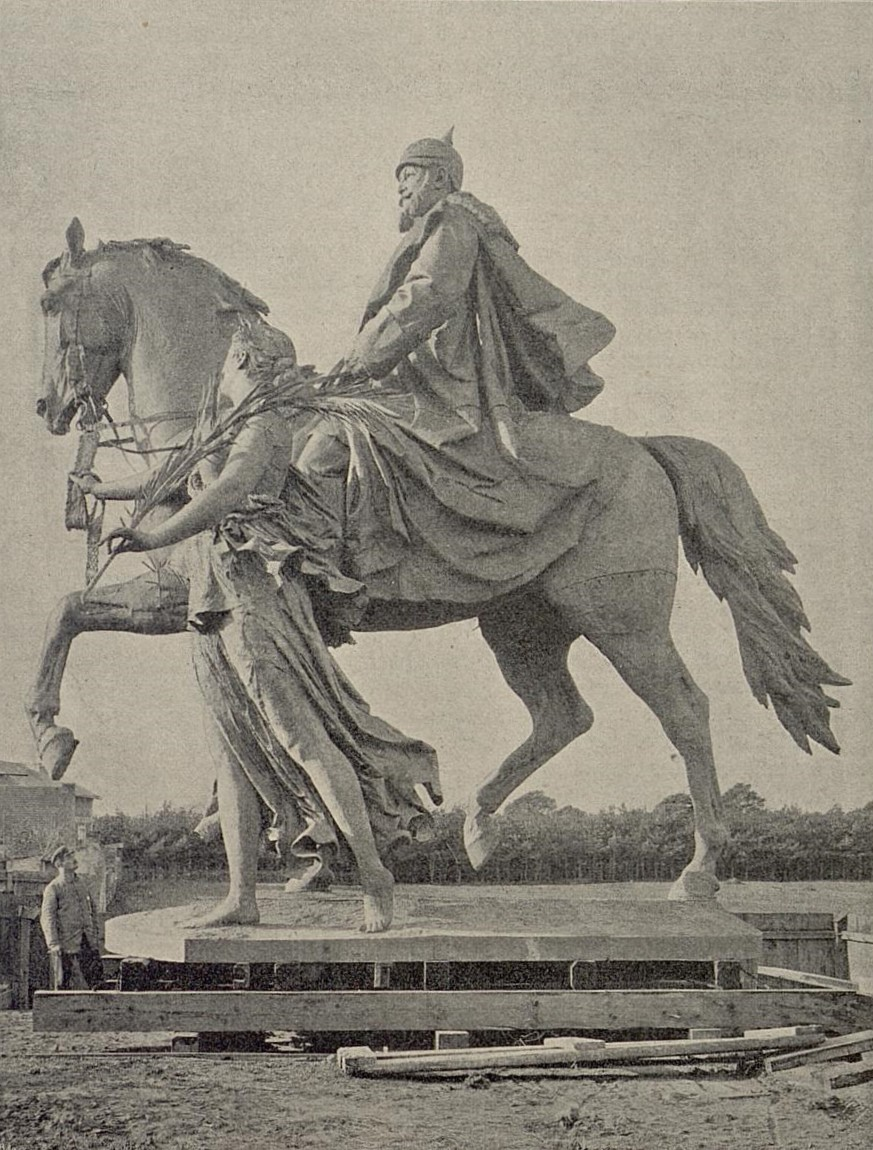
Seitenansicht des Reiterstandbilds
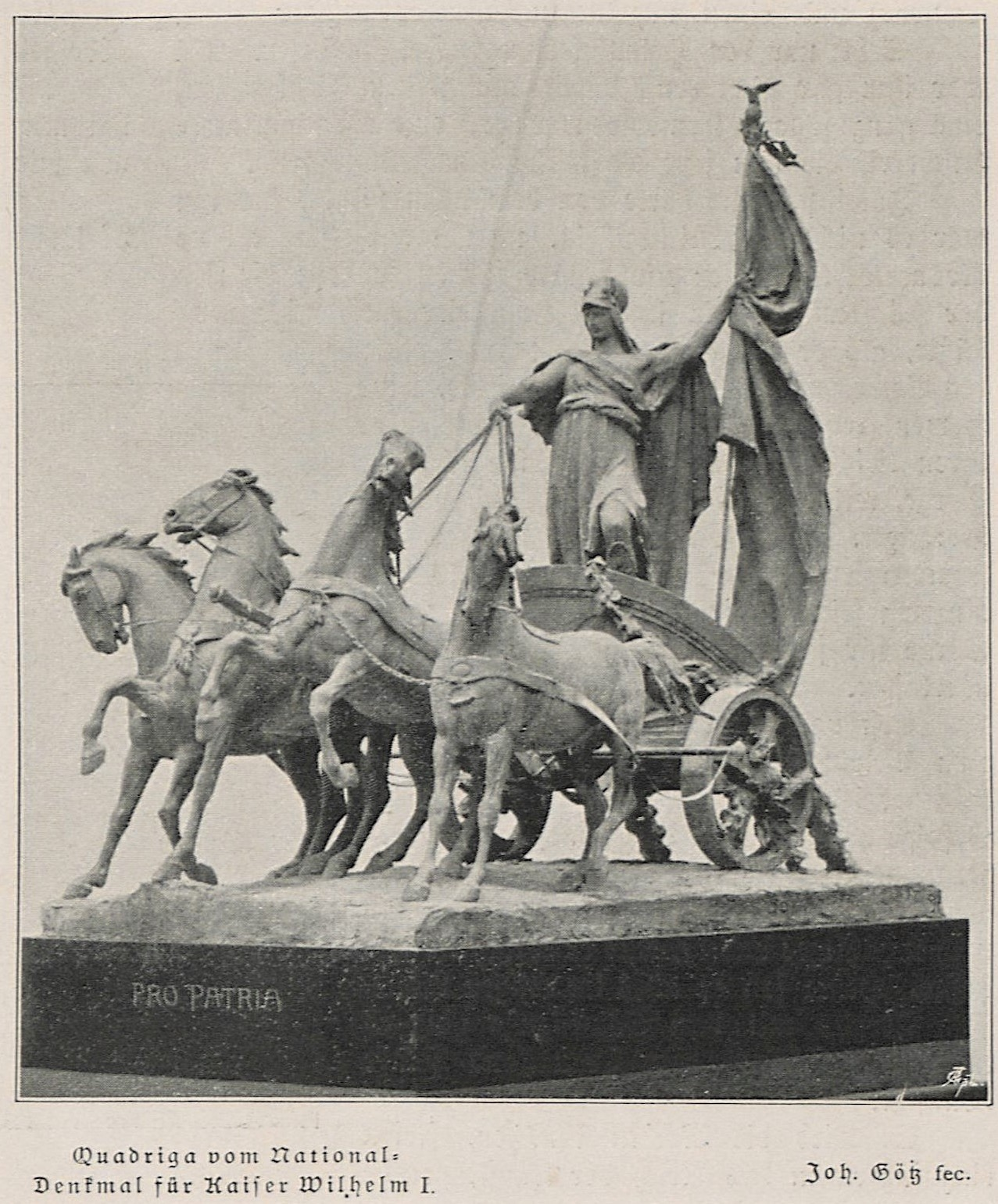
Quadriga auf dem nördlichen Eckpavillon
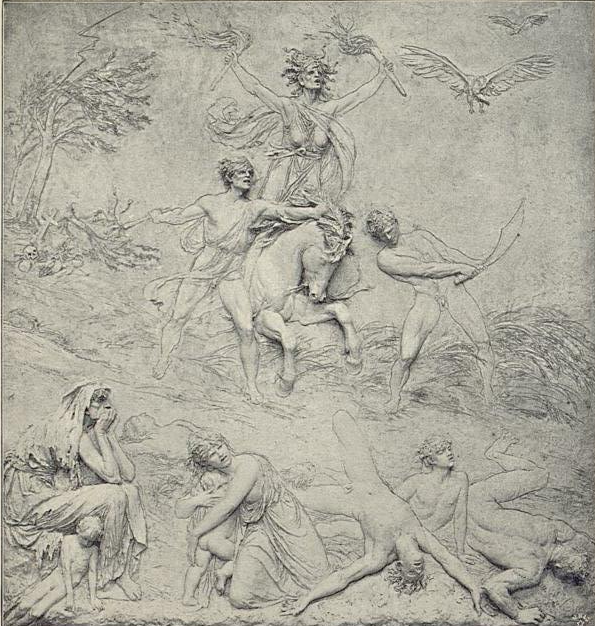
Kriegsrelief auf der Nordseite
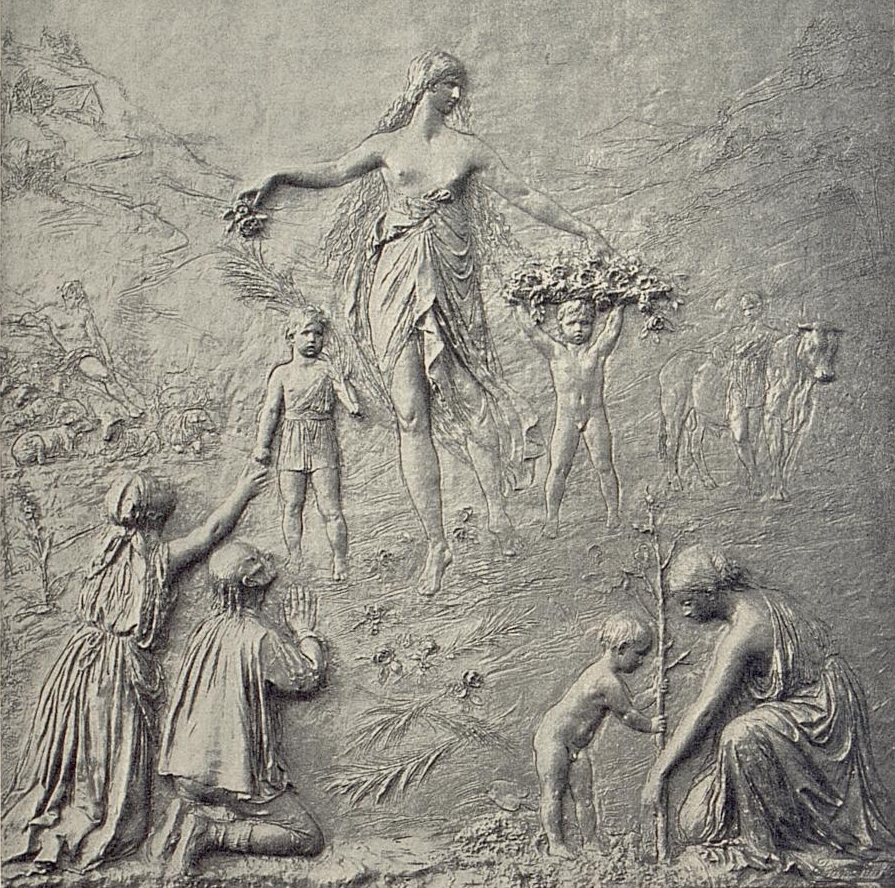
Friedensrelief auf der Südseite

## Rezeption
Nach der Enthüllung wurde das Kaiser-Wilhelm-Nationaldenkmal unterschiedlich bewertet. Der Kunsthistoriker Alfred Gotthold Meyer lobte es:

„Zieht man die Summe, so ist dieses Kaiserdenkmal die höchste Leistung, zu welcher die Begassche Kunstweise bei dieser Aufgabe überhaupt gelangen konnte. […] Ein einzigartiges Werk ist entstanden, in seiner Gesamtheit das grandioseste Fürstendenkmal unserer Zeit, innerlich organisch in allen seinen Teilen, und in diesen selbst zeigt es ein Können, wie es wohl kein anderer deutscher Bildhauer der Gegenwart besitzt.“

Für Victor Laverrenz, der 1900 Die Denkmäler Berlins und der Volkswitz herausgab, galt die imposante Denkmalsanlage als ein besonders abschreckendes Beispiel für die Unsitte mancher Bildhauer und Auftraggeber, einem an sich künstlerisch guten Standbild allerlei unnützes Beiwerk beizugeben: neben dem Kaiser und seinem Pferd sind dies „19 halbnackte Weiber, 22 dito Männer und 12 dito Kinder. Die eigentliche Zoologie aber ist, wie folgt, vertreten: 21 Pferde, 2 Ochsen, 8 Schafe, 4 Löwen, 16 Fledermäuse, 6 Mäuse, 1 Eichhorn, 10 Tauben, 2 Raben, 2 Adler, 16 Eulen, 1 Eisvogel, 32 Eidechsen, 18 Schlangen, 1 Karpfen, 1 Frosch, 16 Krebse, zusammen 157 Tiere.“ Geringschätzige Berliner nannten das Denkmal daher auch den Zoo von Wilhelm zwo, andere spotten über das Denkmal als Wilhelm in der Löwengrube. Letzteres spielte auf den kompositorischen Anklang der Zentralfigur im Halbkreis an das damals gerade europaweit reproduzierte Bild Daniel in der Löwengrube von Briton Rivière an.
In der Entstehungsgeschichte der Skulpturen mit der direkten Einflussnahme von Kaiser Wilhelm II. und in seinen neobarocken Formen gehört das Denkmal zur wilhelminischen Denkmalkultur, zusammen mit der Siegesallee und dem ursprünglich vor dem Reichstagsgebäude aufgestellten Bismarck-Nationaldenkmal.